# Лашапель (Мёрт и Мозель)
Лашапе́ль (фр. Lachapelle) — коммуна во французском департаменте Мёрт и Мозель региона Лотарингия. Относится к  кантону Баккара.	

## География
Лашапель расположен в 55 км к юго-востоку от Нанси на национальной автодороге RN59 примерно посередине между Баккарой и Раон-л'Этап. Соседние коммуны: Бертришам на севере, Тиавиль-сюр-Мёрт на юго-востоке.

## Демография
Население коммуны на 2010 год составляло 253 человека.
| 1962 | 1968 | 1975 | 1982 | 1990 | 1999 | 2010 |
| ---- | ---- | ---- | ---- | ---- | ---- | ---- |
| 123  | 133  | 148  | 143  | 204  | 237  | 253  |

## Достопримечательности
- Церковь XVIII века.